# 东社街道
东社街道，是中华人民共和国山西省太原市万柏林区下辖的一个乡镇级行政单位。

## 行政区划
东社街道下辖以下地区：
铝厂社区、东社村、圪僚沟村、袁家庄村、南寨村、下庄村、王家庄村、上庄村、大岩村、石马村和枣尖梁村。